# Saint-Marcel-en-Marcillat
 Saint-Marcel-en-Marcillat  là một xã ở tỉnh Allier thuộc miền trung nước Pháp.